# ملینا پرز
ملینا ناوا پرز (به انگلیسی:Melina Nava Perez) یک کشتی‌گیر حرفه‌ای و مدل آمریکایی است.